# Wagnerove tube
Wagnerove tube (Wagnertuben ili Horntuben) spadaju u limena puhačka glazbala. Konstruirane su prema uputama skladatelja Richarda Wagnera za njegovu tetralogiju Prsten Nibelunga. Čine kombinaciju francuskog roga i tube, iako su po svojstvima zvuka zapravo kombinacija francuskog roga i trombona. Iako se nazivaju tubama, tehnički su mnogo bliže francuskom rogu zbog čega na njima i sviraju kornisti (svirači francuskih rogova). 
Proizvode se u dvije veličine: tenor u B i bas u F, a noviji proizvođači proizvode i dvostruke Wagnerove tube. Koriste se rijetko jer je literature za njih pisane vrlo malo (premda je glazba za njih skladana vrlo kvalitetna) te zbog toga što većina kornista nema svoj primjerak Wagnerove tube (radi se o vrlo skupim glazbalima).
Osim Wagnera, i drugi su skladatelji pisali za njih, npr. Béla Bartók, Alec Wilder, Stephen Caudel, Andrew Downes, Felix Draeseke, Alexander Kaloian, Elisabeth Lutyens, Michael Nyman, Ragnar Søderlind, Arnold Schoenberg, Richard Strauss, Igor Stravinski, Edgard Varèse, Esa-Pekka Salonen i Sofija Gubajdulina.

## Vanjske poveznice
- Wagner-tuba.com